# Burgos Rosa de Lima
Burgos Rosa de Lima – stacja kolejowa w Burgos, we wspólnocie autonomicznej Kastylia i León, w prowincji Burgos, w Hiszpanii. Znajduje się na północ od miasta, na avenida Príncipes de Asturias, w pobliżu dzielnicy Villímar. Stacja została oficjalnie otwarta 12 grudnia 2008 r. przez wiele osobistości ze świata polityki, np. przez ministra rozwoju Magdalenę Álvarez, prezydenta Kastylii i Leónu Juana Vicente'a Herrera, burmistrza Juana Carlosa Aparicio. Dopiero jednak 15 grudnia stacja zaczęła funkcjonować.